# تسارواریتسا
تسارواریتسا (به بلغاری: Tsarvaritsa) یک منطقهٔ مسکونی در بلغارستان است که در استان کیوستندیل واقع شده‌است.
 تسارواریتسا ۴۱٫۱۳۷ کیلومتر مربع مساحت و ۸۴ نفر جمعیت دارد.